# Друга интифада
Друга интифада (арап. الانتفاضة الثانية; хебр. האינתיפאדה השנייה) такође позната као Ел-Акса интифада, била је велики устанак Палестинаца против Израела и окупације од 2000. године. Почевши као цивилни устанак у Јерусалиму и самом Израелу, израелске снаге безбедности одговориле су екстремним насиљем, убивши преко 100 палестинских демонстраната у првих неколико недеља. То је довело до тога да устанак прерасте у период појачаног насиља у Палестини и Израелу. Ово насиље, укључујући пуцњаве, самоубилачке бомбашке нападе и војне операције, наставило се до самита у Шарм ел Шеику 2005. године, којим су окончани немири.
Спекулише се да су општи окидачи за немире били усредсређени на неуспех самита у Кемп Дејвиду 2000. године, на којем се очекивало да постигне коначни споразум о израелско-палестинском мировном процесу у јулу 2000. године. Пораст насилних инцидената почео је у септембру 2000. године, након што је израелски политичар Аријел Шарон направио провокативну посету Храмовној гори; сама посета је била мирна, али је, како се и очекивало, изазвала протесте и нереде које је израелска полиција угушила гуменим мецима, бојевом муницијом и сузавцем. У првих неколико дана устанка, ИДФ је испалио милион метака.
Током првих неколико недеља устанка, однос погинулих Палестинаца и Израелаца био је око 20 према 1. Израелске снаге безбедности учествовале су у ватреним обрачунима, циљаним убиствима, тенковским нападима и ваздушним нападима; Палестинци су учествовали у ватреним обрачунима, бацању камења и ракетним нападима. Приближно 138 самоубилачких бомбашких напада које су извршиле палестинске милитантне фракције након марта 2001. године постало је једна од истакнутих карактеристика Интифаде и углавном су биле усмерене на израелске цивиле. Са комбинованим бројем жртава међу борцима и цивилима, процењује се да је насиље резултирало смрћу приближно 3.000 Палестинаца и 1.000 Израелаца, као и 64 страна држављанина.
Друга интифада је завршена самитом у Шарм ел Шеику 2005. године, када су се палестински председник Махмуд Абас и израелски премијер Аријел Шарон сложили да предузму коначне кораке за деескалацију непријатељстава.  Такође су потврдили своју посвећеност „мапи пута за мир“ коју је предложио Квартет за Блиски исток 2003. године. Поред тога, Шарон је пристао да ослободи 900 палестинских затвореника и даље је изјавио да ће се израелске трупе повући из оних делова Западне обале које су поново окупирале док су се бориле против палестинских милитаната током устанка.

## Етимологија
Друга интифада се односи на други палестински устанак, након првог палестинског устанка, који се догодио између децембра 1987. и 1993. године. „Интифада“ (انتفاضة) се на енглески преводи као „устанак“. Њен корен је арапска реч која значи „стресање“. Коришћена је у значењу „побуна“ у разним арапским земљама; египатски нереди 1977. године, на пример, названи су „хлебна интифада“. Термин се односи на побуну против израелске окупације палестинских територија.
Интифада ел-Акса односи се на ел-Аксу, главно име за џамијски комплекс изграђен у 8. веку нове ере на врху Храмовне горе у Старом граду Јерусалиму, а муслиманима познат и као Харам ел-Шариф.
Неки Израелци је називају Ословски рат (מלחמת אוסלו), који сматрају да је рат резултат уступака које је Израел направио након споразума из Осла,, и Арафатов рат, по покојном палестинском лидеру кога су неки кривили за  започињање сукоба. Други су назвали оно што сматрају несразмерним одговором на оно што је у почетку био народни устанак ненаоружаних демонстраната као разлог за ескалацију Интифаде у свеопшти рат.

## Сукоби
Палестинске фрустрације експлодирале су у септембру 2000. валом уличног насиља изазваним посетом десничарског израелског политичара и прослављеног војног заповедника Аријела Шарона јеврејској Храмовној гори, односно исламском светишту Купол на стени у Јерусалиму. Првих дана сукоба револт на арапској страни изазвала је смрт дванаестогодишњег палестинског дечака пред ТВ камерама, а у израелској јавности призор линча двојице израелских војних резервиста. Иако је основни образац сукоба сличан оном у Првој интифади, ова је била с много већим интензитетом. Наиме, Друга интифада је у много већој мери укључивала Арапе који живе на ужој територији Израела, но и они су неколико пута били жртве самоубилачких палестинских напада. За разлику од кампање насиља из 1987, Палестинци су располагали великим арсеналом особног наоружања, будући да су снаге безбедности на које је палестинска страна имала право на темељу мировног споразума биле наоружане те се део њих с временом стопио с локалним палестинским милицијама.
Истовремено су у градовима диљем Израела заредали напади бомбаша самоубица из Хамаса, Исламског Џихада и Бригада мученика Ал Акса, у којима је убијен велик број израелских цивила и иза којих је у складу с праксом уобичајеном у протеклих педесет година редовно следила израелска војна одмазда. Тако је у мају 2001. Израел као освету за бомбашки напад палестинског самоубице први пут након рата из 1967. на окупираним подручјима употребио и борбене авионе. Немајући одговарајући одговор на бројне самоубилачке нападе, Израел је поново окупирао територију коју је препустио Палестинцима на темељу споразума у Ослу. Једна од израелских противмера била је и покушај физичке ликвидације челника палестинских терористичких организација, у којима је између осталих убијен и оснивач Хамаса, слепи шеик Ахмед Јасин. Но, палестинска страна је први пут одговорила на сличан начин, убиством израелског министра туризма Зеевија у октобру 2001. године.
Једна од последица ескалације насиља био је поновни заокрет удесно израелског бирачког тела. Након парламентарних избора 2001. израелски премијер постао је прослављени војни заповедник Аријел Шарон. Шаронов негативан став према враћању Западне обале и појаса Газе под палестинску контролу, као и заговарање чврсте руке према палестинској непослушности, додатно ће радикализовати сукобе. У марту 2002. израелске су снаге упале у комплекс зграда Арафатовог седишта у граду Рамалаху, што је резултовало почетком вишемесечне опсаде. У граду Џенину вођене су велике уличне борбе између наоружаних Палестинаца и израелских снага сигурности, с великим жртвама на обје стране. Почетком октобра 2003. сукоб је накратко добио међународну димензију, након што су израелски борбени авиони напали средиште за обуку палестинских терориста дубоко у сиријској територији.

## Последице
У пет година насиља Друге интифаде на окупираним подручјима погинуло је око 1,100 Израелаца, од којих је 600 цивила, а убијено је 3.000 Палестинаца. Смрт лидера ПЛО-а Јасера Арафата у новембру 2004. обележила је једну еру израелско-палестинских односа. Арафата је на челу Палестинског вијећа замијенио Махмуд Абас, који се уопштено сматра умереним палестинским политичарем и којега израелска страна сматра прихватљивијим саговорником од Арафата. Абас и Шарон су у фебруару 2005. на самиту у летовалишту Шарм ел Шеику прогласили примирје, што је најозбиљнији покушај поновног покретања мировног процеса последњих година.

### Извори

#### Књиге
- Bregman, Ahron (29. 9. 2005). Elusive Peace: How the Holy Land Defeated America. Penguin Books Limited. стр. 160—. ISBN 978-0-14-190613-3. Архивирано из оригинала 18. 11. 2021. г. Приступљено 29. 10. 2020.
- Byman, Daniel (15. 6. 2011). A High Price: The Triumphs and Failures of Israeli Counterterrorism. Oxford University Press. стр. 114—. ISBN 978-0-19-983045-9. Архивирано из оригинала 18. 11. 2021. г. Приступљено 29. 10. 2020.
- Catignani, Sergio (2008). Israeli Counter-Insurgency and the Intifadas: Dilemmas of a Conventional Army. Routledge. ISBN 978-0-203-93069-4. Архивирано из оригинала 2. 1. 2016. г. Приступљено 12. 12. 2015.
- Mattar, Philip (2005). Encyclopedia of the Palestinians. Infobase Publishing. стр. 40—. ISBN 978-0-8160-6986-6. Архивирано из оригинала 19. 8. 2020. г. Приступљено 3. 10. 2016.
- Reinhart, Tanya (2006). The Road Map to Nowhere: Israel/Palestine Since 2003. Verso Books. ISBN 978-1-84467-076-5.
- Schulz, Helena Lindholm; Hammer, Juliane (2003). The Palestinian Diaspora: Formation of Identities and Politics of Homeland. Routledge. ISBN 978-0-415-26820-2.
- Shindler, Colin (25. 3. 2013). A History of Modern Israel. Cambridge University Press. стр. 283—. ISBN 978-1-107-31121-3. Архивирано из оригинала 23. 12. 2016. г. Приступљено 3. 10. 2016.
- Tucker, Spencer C. (31. 8. 2019). Middle East Conflicts from Ancient Egypt to the 21st Century: An Encyclopedia and Document Collection [4 volumes]. ABC-CLIO. стр. 958—. ISBN 978-1-4408-5353-1. Архивирано из оригинала 18. 11. 2021. г. Приступљено 29. 10. 2020.
- Yousef, Mosab Hassan (2011). Son of Hamas: A Gripping Account of Terror, Betrayal, Political Intrigue, and Unthinkable Choices. Tyndale House. ISBN 978-1-85078-985-7. Архивирано из оригинала 18. 11. 2021. г. Приступљено 8. 11. 2020.
- Cohen, Hillel (2013). The Rise and Fall of Arab Jerusalem: Palestinian Politics and the City Since 1967. Routledge. ISBN 978-1-136-85266-4.

#### Новинарски чланци
- Pressman, Jeremy (21. 2. 2006). „The Second Intifada: Background and Causes of the Israeli-Palestinian Conflict”. Journal of Conflict Studies. 23 (2). ISSN 1715-5673. Архивирано из оригинала 1. 11. 2020. г. Приступљено 29. 10. 2020.

#### Чланци
- „Al-Aqsa Intifada timeline”. BBC News. 29. 9. 2004. Архивирано из оригинала 2. 7. 2016. г. Приступљено 29. 10. 2020.
- „Full text of Abbas declaration”. BBC News. 8. 2. 2005. Архивирано из оригинала 8. 3. 2020. г. Приступљено 29. 10. 2020.
- „Full text of Sharon declaration”. BBC News. 8. 2. 2005. Архивирано из оригинала 3. 12. 2013. г. Приступљено 29. 10. 2020.
- „A Feud That Lasted A Lifetime: Ariel Sharon Vs. Yasser Arafat”. NPR.org. 2014-01-11. Архивирано из оригинала 5. 4. 2022. г. Приступљено 2022-04-05.